# Descentralització
La descentralització és la transferència d'una part de la competència de l'administració central organització estatal unitària a entitats amb personalitat pública d'àmbit geogràfic més reduït o d'especialització funcional. En l'àmbit d'empresa, és la transferència sistemàtica de poder de decisió, de responsabilitat i d'autoritat a més d'una persona o a diversos òrgans. Es diferencia de la delegació en el fet que es tracta d'un canvi estructural i no d'un traspàs eventual d'una funció o feina. No s'ha de confondre amb la deslocalització. En general, en qualsevol tipus d'organització o sistema, és un procés pel qual el poder es transfereix d'una unitat molt petita (que pot ser unipersonal) que el té en una gran concentració a diverses altres unitats, sigui per funcionalitat, distribució geogràfica o per repartiment de responsabilitats i decisió.
En els sistemes polítics, per exemple, la democràcia representa una descentralització de poder respecte a la monarquia, l'oligarquia o la dictadura, ja que, almenys teòricament, es distribueix la capacitat de decisió d'unes poques persones a tots els ciutadans. En els casos de, per exemple, colònies o administracions públiques centralistes, la descentralització permet gaudir dels serveis de la comunitat i de la capacitat de decisió i participació, per exemple, en els territoris que no pertanyen a la capital (per exemple, de fora de Barcelona, si parlem de Catalunya).
La descentralització sol ser poc desitjada en les entitats partidàries de la concentració de poder polític, de la uniformització i de la imposició d'uns pocs sobre els altres, mentre que en general és considerada positiva en les que valoren les diferències personals, curriculars (formació i experiència) i culturals, la creativitat i riquesa que això comporta o l'autonomia del poble.
En serveis socials, la descentralització és un principi que implica que les parts perifèriques tinguin més autonomia per prendre decisions i de gestió. Atesa la multicompetencialitat dels serveis socials, això s'hauria d'aplicar tant des de la comunitat autònoma (Generalitat de Catalunya) cap a les administracions locals (municipis, comarques i d'altres demarcacions supramunicipals), com des dels municipis cap als seus barris, districtes, zones, etc. que en formen part.